# Santiago Álvarez
Pour les articles homonymes, voir Santiago et Álvarez.
Santiago Álvarez Román, né à La Havane (Cuba) le 18 mars 1919 et mort dans la même ville le 20 mai 1998, est un cinéaste cubain. Contre-propagandiste de l'impérialisme américain (79 Printemps, 1969), défenseur du mouvement des droits civiques (NOW, 1968), propagandiste du régime castriste (Mi hermano Fidel, 1977), il est une figure emblématique du cinéma militant.

## Biographie
Fils d’un anarchiste espagnol, Santiago Alvarez fonde le cinéma révolutionnaire cubain. 
Formé aux États-Unis, il retourne à Cuba dans les années 1940, où il devient documentaliste musical pour la télévision. Combattant pour la révolution, il cofonde l'ICAIC (Instituto Cubano de Arte e Industria Cinematográficos).
De 1960 à 1998, il dirige les actualités et réalisé environ 70 films, dont les plus fameux sont 79 Printemps, hommage au dirigeant révolutionnaire vietnamien Ho Chi Minh, LBJ, tirs à boulets rouges contre le président américain Lyndon B. Johnson, ou Hasta la Victoria Siempre, portrait funèbre de Che Guevara. 
Santiago Alvarez définit ainsi les fonctions du cinéma : « il informe, divulgue, éclaire, traite des grands conflits humains, soutient le développement technico-scientifique des pays sous-développés. Il cherche à former un nouveau public : plus critique, plus complexe, plus informé, plus exigeant, plus révolutionnaire. » Dictées par l’urgence historique, animées par l’enthousiasme politique et structurées par un sens organique du rythme, les formes de documentation et d’argumentation visuelles qu’il a inventées ont accompagné les luttes de libération nationale partout dans le monde : Cuba bien sûr, mais aussi Viêt Nam, Laos, Pérou, Porto Rico, Chili, mouvements des droits civiques américains… 
Son style épique, énergique et pamphlétaire a inspiré celui de nombreux cinéastes et collectifs engagés : Newsreel ; Fernando Solanas, Octavio Getino et Cine Liberación ; Chris Marker, Slon et les groupes Medvedkine ; Jean-Luc Godard et le groupe Dziga Vertov, et dans les années 2000 Travis Wilkerson, auteur d’un précieux portrait de Santiago Alvarez ainsi que d'essais visuels anti-capitalistes (An Injury to One) et anti-impérialistes (Our National Archive).
Jean-Luc Godard lui dédie le chapitre 2a de ses Histoire(s) du cinéma, « Seul le cinéma », en 1997.
La Cinémathèque française lui consacre une rétrospective en 2003.

## Filmographie
Années 1960
- 1961 Escambray
- 1961 Muerte al invasor
- 1962 Forjadores de la paz
- 1963 Ciclón
- 1964 Vía libre a la zafra del '64
- 1964 Primeros juegos deportivos militares
- 1965 Cuba, 2 de enero
- 1965 Now
- 1965 Pedales sobre Cuba
- 1965 Solidaridad Cuba y Vietnam
- 1966 Abril de Girón
- 1966 Año 7
- 1966 Cerro Pelado
- 1966 Ocho años de revolución
- 1966 Segunda declaración de La Habana
- 1967 Golpeando en la selva
- 1967 Hanoi, martes 13
- 1967 Hasta la victoria siempre
- 1967 La escalada del chantaje
- 1967 La guerra olvidada
- 1968 Amarrando el cordón
- 1968 LBJ
- 1969 Despegue a las 18:00
- 1969 79 printemps

Années 70
- 1970 El sueño del pongo
- 1970 Once X cero
- 1970 Piedra sobre piedra
- 1970 Yanapanakuna
- 1970 El sueño del pongo
- 1970 Once X cero
- 1970 Piedra sobre piedra
- 1971 ¿Cómo, por qué y para qué se asesina a un general?
- 1971 El pájaro del faro
- 1971 La estampida
- 1971 Quemando tradiciones
- 1972 De América soy hijo... y a ella me debo
- 1973 Toma de La Moneda
- 1973 El tigre saltó y mató, pero morirá... morirá...
- 1973 La hora de los cerdos
- 1973 ...Y el cielo fue tomado por asalto
- 1974 Los cuatro puentes
- 1974 Rescate
- 1974 Sesenta minutos en el I Mundial de Boxeo Amateur
- 1975 Abril de Vietnam en el año del gato
- 1975 El primer delegado
- 1976 El sol no se puede tapar con un dedo
- 1976 El tiempo es el viento
- 1976 Los dragones de Ha-Long
- 1976 Luanda ya no es de San Pablo
- 1976 Maputo meridiano novo
- 1976 Morir por la patria es vivir
- 1977 El octubre de todos
- 1977 Mi hermano Fidel
- 1978 Sobre el problema fronterizo entre Kampuchea y Vietnam
- 1978 ...Y la noche se hizo arcoiris
- 1979 El desafío
- 1979 El gran salto al vacío
- 1979 Tengo fe en ti

Années 80
- 1980 Celia, imagen del pueblo
- 1980 El mayo de las tres banderas
- 1980 La cumbre que nos une
- 1980 La guerra necesaria
- 1980 La marcha del pueblo combatiente
- 1980 Lo que el viento se llevó
- 1980 Un amazonas de pueblo embravecido
- 1981 Comenzó a retumbar el Momotombo
- 1981 La importancia universal del hueco
- 1981 Tiempo libre a la roca
- 1981 26 es también 19
- 1982 A galope sobre la historia
- 1982 Nova sinfonía
- 1982 Operación Abril del Caribe
- 1983 Biografía de un carnaval
- 1983 Las campanas también pueden doblar mañana
- 1983 Los refugiados de la cueva del muerto
- 1984 El soñador del Kremlin
- 1984 ¡Gracias, Santiago!
- 1984 Por primera vez elecciones libres
- 1985 La soledad de los dioses
- 1985 Reencuentro
- 1985 Taller de la vida
- 1986 Aires de renovación en el meridiano 37
- 1986 Los antípodas de la victoria
- 1987 Brascuba

Années 90
- 1997 Concierto mayor
- 1997 Concierto por la vida
- 1998 Para bailar, La Habana

Posthume
2003 La isla de la música